# Вагіф Ширінов
Вагіф Шамамедович Ширінов (рос. Вагиф Шамамедович Ширинов / азерб. Vaqif Şamməmməd oğlu Şirinov; нар. 12 листопада 1969, Баку, Азербайджанська РСР) — радянський та російський футболіст азербайджанського походження, нападник та півзахисник.

## Життєпис
Народився в Баку. На початку кар'єри виступав у Другій лізі та Першій лізі за клуби з Азербайджанської РСР «Кяпаз», «Хазар» (Сумгаїт) та «Нефтчі» (Баку).
У 1991 році переїхав до Росії. В останньому розіграші радянського чемпіонату виступав за «Енергомаш» (Бєлгород) та «Блакитну ниву» (Слов'янськ-на-Кубані) в Другій нижчій лізі СРСР. Після розпаду СРСР отримав російське громадянство. Виступав за клуби дргої та третьої ліг чемпіонату Росії «Кубань» (Слов'янськ-на-Кубані), «ЦСК ВПС-Кристал» (Смоленськ), «Нива» (Слов'янськ-на-Кубані) та «Біохімік-Мордовія». У 1997 році у футболці «ЦСК ВПС-Кристалу» (Смоленськ) провів 4 поєдинки в Першості Футбольної Національної Ліги. З 2000 по 2002 рік виступав на аматорському рівні за «Немком» (Краснодар) та «Динамо» (Павловська). У 2002 році виступав у другій лізі Росії за «Немком» (Краснодар), у 2003 році — за «Селенгу», а в 2004 році — за «Слов'янськ» (Слов'янськ-на-Кубані). Наприкінці кар'єри повернувся до виступів на аматорському рівні, грав за «Динамо» (Краснодар), «Сад-Гігант» (Слов'янськ-на-Кубані), «Металіст» (Корольов) та «Металіст-2» (Корольов).

## Досягнення
- Найкращий бомбардир 2-ї зони Третьої ліги Росії: 1995 (21 гол)